# 奥廖里
奥廖里，是西班牙拉里奥哈自治区的一个市镇。总面积3平方公里，总人口285人（2001年），人口密度95人/平方公里。